# MGP-15
Il MGP-15 è una pistola mitragliatrice peruviana progettata per le forze speciali di polizia e costruita dalla SIMA-CEFAR, aggiornata dalla MGP-79 con una canna più lunga filettata per montare un silenziatore.
Il nome è stato cambiato per riflettere alcuni leggeri cambiamenti introdotti durante la produzione, per esempio la possibilità di installare un soppressore. Come tutte le pistole mitragliatrici MGP, l'arma può utilizzare i caricatori della IMI Uzi.

## Varianti
- MGP-84: una versione aggiornata del MGP-15, utilizzata per la difesa ravvicinata.
- MGP-14: una versione compatta semiautomatica dell'MGP-84, conosciuta anche come la MGP-14 micro o come pistola MGP-14 oppure come la MGP-84C, usata per l'autodifesa.